# پشت‌نقطه‌ای‌های رنگین
پشت‌نقطه‌ای‌های رنگین (نام علمی: Pictichromis) یک سرده از ماهیان پرتوباله از زیرخانواده Pseudochrominae است که یکی از چهار زیرخانواده در خانواده پشت‌نقطه‌ایان (Pseudochromidae) است که در غرب و مرکز اقیانوس آرام یافت می‌شوند.